# Niccolò Squizzato
Niccolò Squizzato, né le 7 janvier 2002 à Gallarate en Italie, est un footballeur italien, qui évolue au poste de milieu central à l'AC Renate, en prêt de l'Inter Milan.

## Carrière

### En club
Né à Gallarate en Italie, Niccolò Squizzato est formé par l'Inter Milan. Il est un des joueurs les plus prometteurs du club Nerazzurri où son style de jeu rappel notamment celui de Frank Lampard.
En août 2021, Squizzato est prêté à la Juve Stabia pour une saison,.
Le 19 juillet 2002, Niccolò Squizzato est prêté pour une saison à l'AC Renate, club évoluant alors en Serie C.

### En équipe nationale
Niccolò Squizzato est sélectionné avec l'équipe d'Italie des moins de 17 ans pour participer au championnat d'Europe des moins de 17 ans en 2019 qui se déroule en Irlande. Lors de cette compétition il occupe un rôle de remplaçant. Il ne joue qu'un match, étant titularisé le 10 mai lors de la victoire face à l'Espagne (4-1). Son équipe atteint la finale face aux Pays-Bas. L'Italie s'incline ce jour-là (4-2).

## Palmarès

### En sélection
- Équipe d'Italie des moins de 17 ans
  - Finaliste du championnat d'Europe des moins de 17 ans en 2019